# Krasznatótfalu
Krasznatótfalu település Romániában, Szilágy megyében.

## Fekvése
Szilágy megyében, Krasznától délre, Ballaháza és Tuszatelke között fekvő település.

## Története
Krasznatótfalu nevét az oklevelek 1481-ben, majd 1497-ben említették először Tothfalu néven, mint a Losonczi Bánffy család birtokát.
1481-ben Losonczi Bánffy András, bácsi nagyprépost itteni birtokát elzálogosította Losonczi Bánffy Mihálynak.
1564-1565 között a krasznavármegyei Meszesalja kerülethez tartozott, s Nagyfalusi Losonczi Bánffy Farkas kapta adományul a falut II. János királytól. A falu előtte Paksi Jób és neje Bánffy Dorottya birtoka volt, aki azt felségsértés vádja miatt vesztette el.
1590-ben a birtok Valkó várának tartozéka volt, s Bánffy Pál birtoka, kinek halála után az a család férfi tagjaira szállt.
A Bánffyak után Rákóczi birtok, majd a kincstáré lett.
1733-ban Kraszna-Tótfaluban (Szirbj) 14 oláh családot számoltak össze.
1795-ben a Kincstár a birtokot Cserei Farkas udvari tanácsosnak adta.
1808-ban végzett összeíráskor Tótfalu nagyobb birtokosai: gróf Bánffy, gróf Teleki és Boros nemes családok.
1847-ben 246 görögkatolikus lakosa volt.
1890-ben 381 lakosa volt, melyből 7 magyar, 374 oláh. Ebből 371 görögkatolikus, 3 görögkeleti, 7 izraelita. A házak száma 76 volt.
Krasznatótfalu s trianoni békeszerződés előtt Szilágy vármegye Krasznai járásához tartozott.

## Nevezetességek
- Görögkatolikus fatemplom